# Le Lorey
Lorey – miejscowość i gmina we Francji, w regionie Normandia, w departamencie Manche.
Według danych na rok 1990 gminę zamieszkiwało 528 osób, a gęstość zaludnienia wynosiła 36 osób/km² (wśród 1815 gmin Dolnej Normandii Lorey plasuje się na 419. miejscu pod względem liczby ludności, natomiast pod względem powierzchni na miejscu 253.).